# Diócesis de Lausana, Ginebra y Friburgo
La diócesis de Lausana, Ginebra y Friburgo (en latín: Dioecesis Lausannen(sis), Geneven(sis), et Friburgen(sis), en francés: Diocèse de Lausanne, Genève et Fribourg y en alemán: Bistum Lausanne, Genf und Freiburg) es una circunscripción eclesiástica latina de la Iglesia católica en Suiza, inmediatamente sujeta a la Santa Sede. La diócesis tiene al obispo Charles Morerod, O.P. como su ordinario desde el 3 de noviembre de 2011.

## Territorio y organización

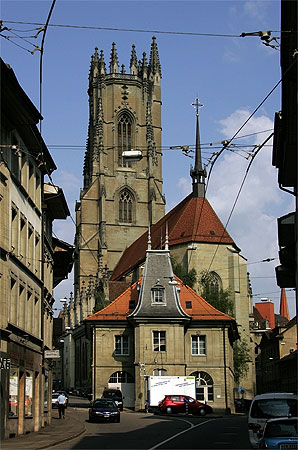
Vista de la Catedral de San Nicolás, ciudad de Friburgo

La diócesis tiene 5566 km² y extiende su jurisdicción sobre los fieles católicos de rito latino residentes en los cantones de: Neuchâtel, Friburgo, Ginebra y gran parte del cantón de Vaud.
La sede de la diócesis se encuentra en la ciudad de Friburgo, en donde se halla la Catedral de San Nicolás. En Lausana se encuentra la excatedral de Nuestra Señora (ocupada por la Iglesia evangélica reformada del cantón de Vaud desde 1536) y en Ginebra la excatedral de San Pedro (ocupada por la Iglesia protestante de Ginebra desde 1536).
En 2019 en la diócesis existían 231 parroquias agrupadas en 20 decanatos. Desde el punto de vista pastoral la diócesis está dividida en cinco vicariatos episcopales: cuatro de ellos corresponden a los cuatro cantones sobre los cuales la diócesis extiende su jurisdicción; el quinto vicariato tiene carácter personal y concierne a los fieles diocesanos de habla alemana.

## Historia

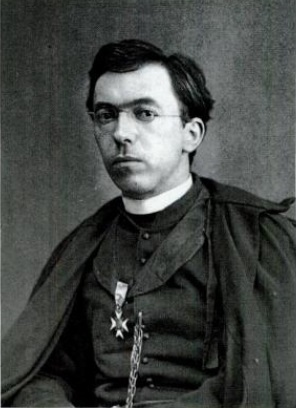
Joseph Schorderet (1840-1893), fundador de la Obra de San Pablo, congregación religiosa que tuvo su origen en la diócesis en 1873

La diócesis de Lausana fue erigida en el siglo VI, tomando territorio del de las diócesis de Ginebra y de Basilea, ambas ya atestiguadas en el siglo IV; e incluía los territorios de la antigua civitas Helvetiorum romana.
La capital de la civitas era la ciudad de Avenches (Aventicum), pero los primeros obispos documentados en territorio suizo residían en Vindonissa, actual Windisch, ostentando el doble título de obispos de Avenches y Windisch. Bubulco, el primer obispo conocido en el concilio de Epaon en 517, se presentó como episcopus civitatis Vindoninsis. En el concilio de 535 Grammatius se firmó como episcopus ecclesiae Aventicae, mientras que en 541 y 549 como episcopus civitatis Vindonensium. San Mario, hacia fines del siglo VI, todavía se presenta como episcopus ecclesiae Aventicae, aunque él mismo parece haber colocado primero la residencia episcopal en Lausana, en donde fundó la iglesia principal y fue enterrado allí.
Esta documentación ha llevado a Besson y Duchesne a concluir que, aunque capital de la civitas Helvetiorum, Avenches probablemente nunca tuvo obispos residentes, quizás porque la ciudad había sido destruida por los alamanes ya en 264; los obispos colocaron entonces su residencia primero en Windisch y luego en Lausana, conservando durante cierto tiempo el título de episcopi ecclesiae Aventicae.
La civitas de los Elvezi formaba parte de la provincia romana de Maxima Sequanorum, como lo atestigua la Notitia Galliarum de principios del siglo V. Con el establecimiento de la organización eclesiástica, la diócesis de Lausana pasó a formar parte de la provincia eclesiástica de la arquidiócesis de Besanzón, la antigua capital provincial. Simultáneamente con el traslado de la sede a Lausana, la diócesis cedió la parte centro-norte de la antigua civitas Helvetiorum para la formación de la diócesis de Constanza.
Hacia finales del siglo VI el cristianismo pudo extenderse y consolidarse gracias a la labor de los monjes misioneros irlandeses, entre ellos el abad Columbano fundador de la abadía de Luxeuil en 590, una de las más importantes y conocidas del Reino Franco y matriz de cientos de monasterios en todo el reino gracias a sus monjes, entre los que destaca Galo de Arbona.
A partir del siglo VIII la diócesis organizó sus propias estructuras. El catálogo episcopal más antiguo data del siglo X. Los obispos auxiliares están documentados desde 1299 hasta mediados del siglo XVI. La figura del vicario general aparece por primera vez a mediados del siglo XIV. La primera mención del cabildo de la catedral se remonta a un diploma de Ludovico Pío en 814; con el tiempo adquirió sus propios activos, de los cuales los más importantes fueron las posesiones de Dommartin, Essertines-sur-Yverdon, Saint-Prex, así como Crans-près-Céligny, que estaba en la diócesis de Ginebra. El capítulo de Lausana, que a menudo entraba en conflicto con su propio obispo, fue suprimido en 1536. En 1493 había 292 parroquias, divididas en 9 decanatos. Finalmente, la diócesis poseía un gran número de instituciones eclesiásticas como monasterios, abadías y colegiatas; antes de 1536 había 123.
En tiempos del obispo Landrich de Dornach (1160-1178) se inició la construcción de la catedral de Lausana, finalizada a mediados del siglo XIII. Fue consagrada y dedicada a la Santísima Virgen María el 20 de octubre de 1275 en presencia del papa Gregorio X y del emperador Rodolfo I de Habsburgo.
En la década de 1270 los obispos de Lausana también obtuvieron el título de príncipes. Sin embargo, el territorio sobre el que ejercían su poder temporal era mucho más pequeño que aquel sobre el que ejercían su poder espiritual: incluía Lausana y en sus alrededores, Lavaux, Avenches, Lucens, Bulle, Riaz y La Roche. En 1536, con la conquista de Vaud por Berna, finalizó el poder temporal del príncipe-obispo de Lausana, que conservó sin embargo el título de príncipe del Imperio hasta 1803.
Con el advenimiento de la reforma protestante, el obispo de Lausana también perdió gran parte de su poder espiritual, reducido únicamente al cantón de Friburgo y algún otro territorio circundante. De las 292 parroquias registradas en 1493, la diócesis se había reducido a finales del siglo XVI a 95 parroquias católicas. La Contrarreforma permitió aumentar su número, que en 1665 era de 125 parroquias, distribuidas en 15 decanatos.
El propio obispo tuvo que abandonar Lausana, viviendo en el exilio durante varios años (en Saboya, Borgoña y Franco-Condado), antes de establecerse definitivamente en Friburgo a partir de 1663, siguiendo los acuerdos entre la Santa Sede y las autoridades cantonales, que sin embargo, no preveía el establecimiento de una nueva diócesis y, en consecuencia, ni siquiera la erección de una catedral en Friburgo.
Ningún obispo de Lausana participó jamás en el Concilio de Trento y sus decisiones se introdujeron tardíamente en la diócesis. Sólo en 1795, por ejemplo, se abrió un seminario mayor en Friburgo de acuerdo con las directivas del Concilio de Trento.
Tras la Revolución francesa y la bula Qui Christi Domini del papa Pío VII del 29 de noviembre de 1801, la diócesis de Lausana tuvo que ceder las parroquias que poseía en Franco Condado a la arquidiócesis de Besanzón, y las parroquias católicas en el cantón de Berna (cedidas en 1828 y en 1864) y en el cantón de Soleura la diócesis de Basilea. La diócesis dejó de ser sufragánea de Besanzón y quedó inmediatamente sujeta a la Santa Sede.
En las primeras décadas del siglo XIX, algunas decisiones de Roma favorecieron a la diócesis de Lausana:
- el 30 de septiembre de 1819 el papa Pío VII con el breve Inter multiplices separó las parroquias católicas del cantón de Ginebra del territorio de la arquidiócesis de Chambéry y las unió a la de Lausana;[8]
- el 30 de enero de 1821, con el breve Temporum vices del papa Pío VII, se concedió a los obispos de Lausana el título de obispos de Ginebra, y al mismo tiempo la diócesis tomó el nombre de diócesis de Lausana y Ginebra;[9]
- nuevamente en 1821, la sede de Lausana adquirió más territorios en el cantón de Vaud, ubicado en la margen derecha del Aubonne.

Con la instauración del principio de la libertad religiosa, los fieles católicos pudieron instalarse en ciudades de mayoría protestante (Ginebra, Neuchâtel, Berna), hasta entonces cerradas a los católicos.
Durante el siglo XIX la diócesis también estuvo involucrada en la guerra del Sonderbund; en este contexto el obispo Etienne Marilley fue desterrado de la diócesis de 1848 a 1856 y tuvo que gobernar su propio rebaño desde el exilio de Divonne-les-Bains en Alta Saboya.
En 1864 Gaspard Mermillod fue nombrado obispo auxiliar de Lausana, con residencia en Ginebra y en 1873 fue nombrado vicario apostólico de la ciudad. Esto, que fue visto como un intento de restaurar la antigua sede de Ginebra, condujo a un enfrentamiento abierto entre Mermillod y las autoridades de Ginebra que convenció al Consejo Federal Suizo de expulsar a Mermillod. La paz volvió cuando Mermillod fue nombrado obispo de Lausana y Ginebra en 1883.
El 17 de octubre de 1924 la diócesis tomó su nombre actual en virtud de la bula Sollicitudo omnium del papa Pío XI. Sólo en esta ocasión se erigió la colegiata de San Nicolás de Friburgo como catedral diocesana con cabildo propio de canónigos: por primera vez después de 1536 la diócesis tenía catedral propia. En 1968, gracias también al considerable aumento del número de católicos derivado de la inmigración italiana, española y portuguesa, se restableció la figura del obispo auxiliar.
En 2006 el obispo Bernard Genoud, por primera vez después de la reforma protestante, pudo celebrar una misa en la antigua catedral de Lausana, por invitación de la Iglesia Evangélica Reformada del cantón de Vaud.

## Episcopologio

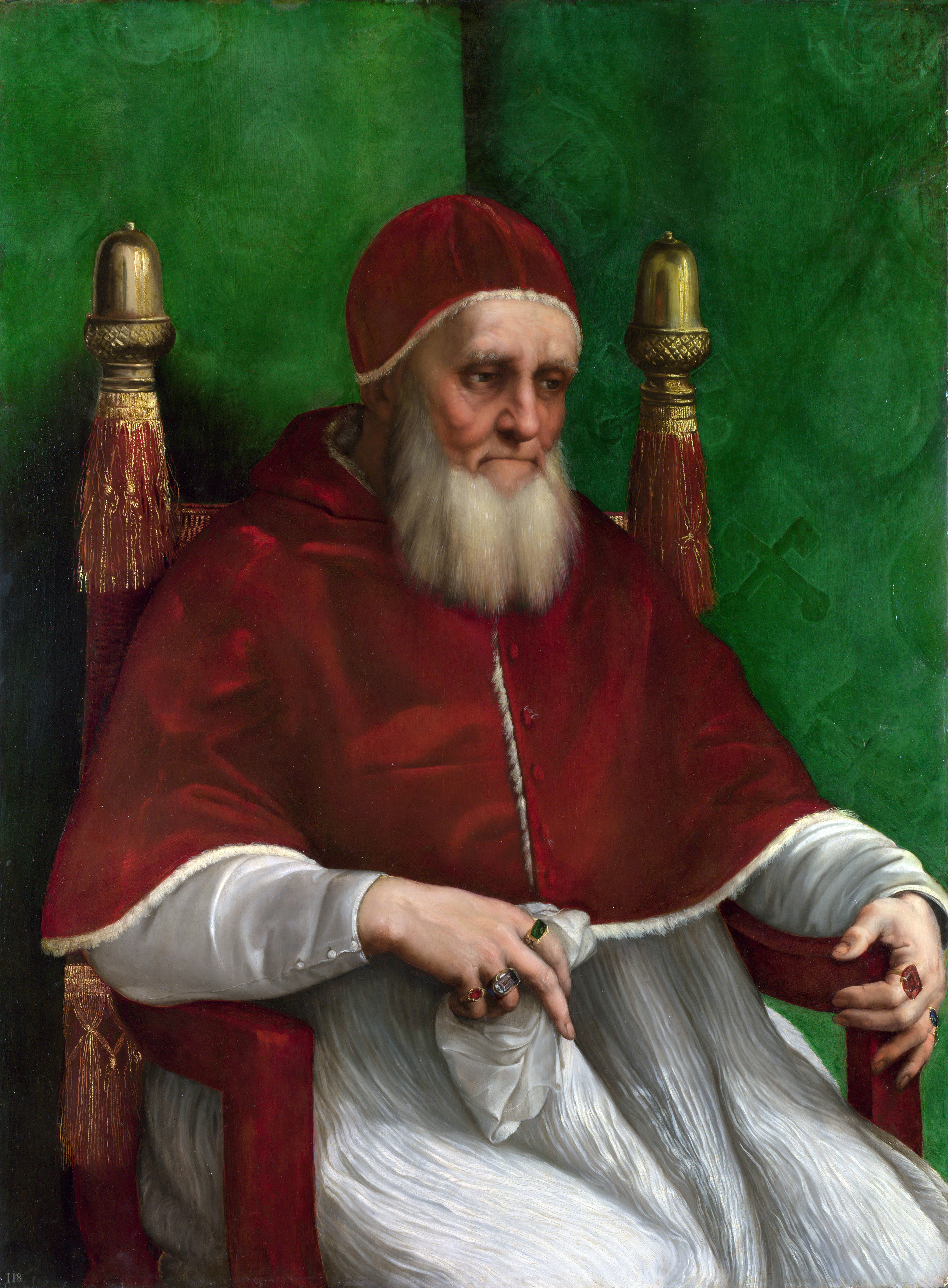
Giuliano della Rovere (1443-1513), quien más tarde fue elegido papa con el nombre de Julio II, ocupó la sede Lausana de 1472 a 1473

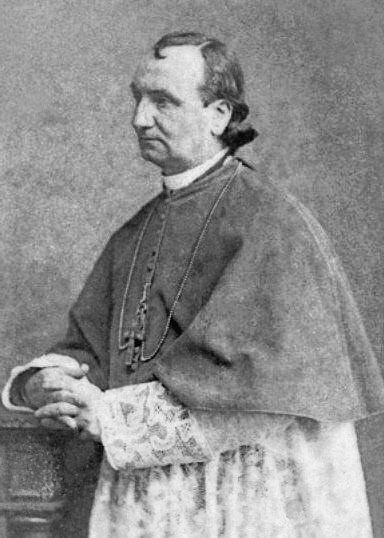
El cardenal Gaspard Mermillod (1824-1892) fue obispo de Lausana, Ginebra y Friburgo entre 1883 y 1891

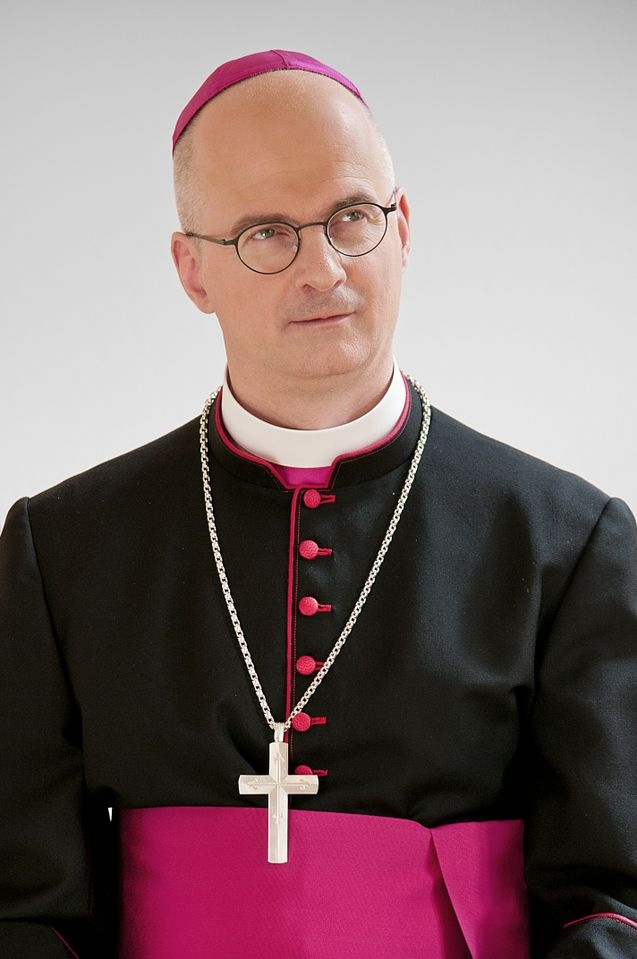
El religioso dominico Charles Morerod fue nombrado obispo por el papa Benedicto XVI el 3 de noviembre de 2011

### Obispos de Avenches y Windisch
- Bubulco † (mencionado en 517)[11]
- Gramancio † (antes de 535-después de 549)

### Obispos de Lausana
- San Mario † (574-31 de diciembre de 594 falleció)[12]
- Arrico † (mencionado en 650)
- San Protasio † (mencionado en 652 circa)
- Chilmegisilo † (mencionado en 668 circa)
- San Udalrico † (finales del siglo VIII)
- Fredario † (814-circa 825 falleció)
- David † (827-850 falleció)
- Artmanno † (6 de marzo de 851 o 852-14 de abril de 878 falleció)
- Gerolamo † (20 de junio de 881 consagrado[13]-después del 27 de abril de 892 falleció)
- Boso † (4 de diciembre de 892 consagrado-927 falleció)
- Libo † (927-932 falleció)
- Beroldo de Borgogna † (932-947 falleció)
- Magnerio † (947-968 falleció)
- Eginolfo de Kyrburg † (968-19 de enero? de 985 falleció)
- Enrico de Borgogna † (985-16 de enero de 1018 o 1019 falleció)
- Ugo de Borgogna † (septiembre de 1018 o 1019-31 de agosto de 1037 falleció)
- Heinrich von Lenzburg † (agosto de 1039-circa 1051/1056)
- Burkhard von Oltingen † (circa 1057-24 de diciembre de 1089 falleció)
- Lambert de Grandson † (25 de marzo de 1090-1090 o 1091 renunció)
- Kuno von Fénis (o von Hasenburg) † (circa 1090 o 1091-después de 1103)
- Gérold o Gérard de Faucigny † (circa 1107-1 de julio de 1127 falleció)
- Guy de Maligny † (circa 1130[14]-después de febrero de 1144 depuesto)
- San Amadeo de Clermont † (21 de enero de 1145-1159 falleció)
- Landri de Durnes † (circa 1160-circa 1178/1179 renunció)
- Ruggero da Vicopisano † (circa 1178/1179-8 de enero de 1212 renunció)
- Berthold de Neuchâtel † (13 de enero de 1212-13 de julio de 1220 falleció)
- Gérard de Rougemont † (24 de julio de 1220-26 de marzo de 1221 nombrado arzobispo de Besanzón)
- Guillaume d'Ecublens † (16 de abril de 1221-23 de marzo de 1229 falleció)
- Beato Bonifacio de Lausana, O.Cist. † (11 de marzo de 1231-15 de julio de 1239 renunció)
  - Filippo di Savoia † (15 de julio de 1239-1241 renució) (obispo electo)[15]
- Jean de Cossonay † (1 de agosto de 1242-18 de junio de 1273 falleció)
- Guillaume de Champvent † (21 de julio de 1273-21 de marzo de 1301 falleció)
- Gerhard de Wippingen † (28 de diciembre de 1301-30 de julio de 1309 nombrado obispo de Basilea)
- Othon de Champvent † (30 de julio de 1309-19 de abril de 1312 falleció)
- Pierre d'Oron † (1 de octubre de 1313-27 de marzo de 1323 falleció)
- Jean d'Arcillon † (26 de octubre de 1323-15 de febrero de 1341 falleció)
- Jean Bertrand † (6 de mayo de 1341-20 de noviembre de 1342 nombrado obispo de Tarentaise)
- Goffroi de Lucigne † (20 de noviembre de 1342-19 de febrero de 1347 nombrado obispo de Carpentras)
- François de Montfaucon † (23 de marzo de 1347-28 de septiembre de 1354 falleció)
- Aimo de Cossonay † (8 de junio de 1355-6 de marzo de 1375 falleció)
- Guy de Prangins † (19 de marzo de 1375-11 de junio de 1394 falleció)
  - Aimone de Séchal † (24 de junio de 1394-1394 renunció) (administrador apostólico)
- Guillaume de Menthonay † (7 de agosto de 1394-8 de julio de 1406 falleció)
- Guillaume de Challant, O.S.B. † (13 de agosto de 1406-20 de mayo de 1431 falleció)
- Louis de La Palud, O.S.B.Clun. † (6 de junio de 1431-4 de noviembre de 1433 nombrado obispo de Aviñón)
- Jean de Prangins † (4 de noviembre de 1433-1440 nombrado obispo de Aosta)
- Giorgio de Saluzzo † (10 de abril de 1440-5 de noviembre de 1461 falleció)
- Guillaume de Varax † (18 de abril de 1462-11 de abril de 1466 falleció)
- Jean Michaelis † (3 de junio de 1466-28 de diciembre de 1468 falleció)
  - Barthélémi Chuet † (1469-1472) (administrador apostólico)
- Giuliano della Rovere † (31 de enero de 1472-15 de julio de 1476 nombrado obispo de Coutances, luego electo papa con el nombre de Julio II)
- Benoît de Montferrand † (15 de julio de 1476-8 de mayo de 1491 falleció)
- Aymon de Montfalcon † (16 de mayo de 1491-10 de agosto de 1517 falleció)
- Sébastien de Montfalcon † (10 de agosto de 1517-1560 falleció)
- Claude-Louis Alardet † (17 de julio de 1560-1561 falleció)
- Antoine de Garrevod † (7 de noviembre de 1565-24 de febrero de 1598 falleció)
- Jean Doroz † (13 de agosto de 1600-26 de agosto de 1607 falleció)
- Jean de Watteville, O.Cist. † (10 de junio de 1609-22 de julio de 1649 falleció)
- Jost Knab † (16 de diciembre de 1652-4 de octubre de 1658 falleció)
- Henri Fuchs † (4 de octubre de 1658-26 de junio de 1662 renunció)
- Jean-Baptiste de Strambino, O.F.M. † (26 de junio de 1662-29 de junio de 1684 falleció)
- Pierre de Montenbach † (20 de diciembre de 1688-6 de julio de 1707 falleció)
- Jacques Duding, S.M.O.M. † (1 de agosto de 1707-16 de noviembre de 1716 falleció)
- Claude-Antoine Duding, S.M.O.M. † (23 de diciembre de 1716-16 de junio de 1745 falleció)
- Joseph-Hubert de Boccard † (9 de marzo de 1746-29 de agosto de 1758 falleció)
- Joseph-Nicolas de Montenach † (12 de febrero de 1759-5 de mayo de 1782 falleció)
- Berndard-Emmanuel (François-Pierre) de Lenzbourg, O.Cist. † (17 de febrero de 1783-14 de septiembre de 1795 falleció)
- Jean-Baptiste d'Odet † (27 de junio de 1796-29 de julio de 1803 falleció )
- Joseph-Antoine (Maxime) Guisolan † (26 de marzo de 1804-9 de diciembre de 1814 falleció)
- Pierre-Tobie Yenni † (10 de julio de 1815-30 de enero de 1821 nombrado obispo de Lausana y Ginebra)

### Obispos de Lausana y Ginebra
- Pierre-Tobie Yenni † (30 de enero de 1821-8 de diciembre de 1845 falleció)
- Etienne Marilley † (19 de enero de 1846-17 de noviembre de 1879 renunció[16])
- Christophore Cosandey † (19 de diciembre de 1879-1 de octubre de 1882 falleció)
- Gaspard Mermillod † (15 de marzo de 1883-11 de marzo de 1891 renunció)
- Joseph Déruaz † (14 de marzo de 1891-29 de septiembre de 1911 falleció)[17]
- André-Maurice Bovet † (30 de noviembre de 1911-3 de agosto de 1915 falleció)
- Placide Colliard † (6 de diciembre de 1915-10 de febrero de 1920 falleció)
- Marius Besson † (7 de mayo de 1920-17 de octubre de 1924 nombrado obispo de Lausana, Ginebra y Friburgo)

### Obispos de Lausana, Ginebra y Friburgo
- Marius Besson † (17 de octubre de 1924-22 de febrero de 1945 falleció)
- François Charrière † (20 de octubre de 1945-29 de diciembre de 1970 retirado)
- Pierre Mamie † (29 de diciembre de 1970-9 de noviembre de 1995 retirado)
- Amédée (Antoine-Marie) Grab, O.S.B. † (9 de noviembre de 1995-12 de junio de 1998 nombrado obispo de Coira) †
- Bernard Genoud † (18 de marzo de 1999-21 de septiembre de 2010 falleció)
- Charles Morerod, O.P., desde el 3 de noviembre de 2011

## Estadísticas
De acuerdo con el Anuario Pontificio 2020 la diócesis tenía a fines de 2019 un total de 711 500 fieles bautizados.
| Año                                                                             | Población            | Población | Población      | Sacerdotes | Sacerdotes    | Sacerdotes    | Bautizados por sacerdote | Diáconos permanentes | Religiosos | Religiosos | Parroquias |
| Año                                                                             | Bautizados católicos | Total     | % de católicos | Total      | Clero secular | Clero regular | Bautizados por sacerdote | Diáconos permanentes | Varones    | Mujeres    | Parroquias |
| ------------------------------------------------------------------------------- | -------------------- | --------- | -------------- | ---------- | ------------- | ------------- | ------------------------ | -------------------- | ---------- | ---------- | ---------- |
| 1950                                                                            | 272 000              | 765 000   | 35.6           | 858        | 508           | 350           | 317                      |                      | 370        | 2450       | 222        |
| 1970                                                                            | 542 000              | 1 300 000 | 41.7           | 984        | 614           | 370           | 550                      |                      | 550        | 2100       | 261        |
| 1980                                                                            | 580 000              | 1 322 000 | 43.9           | 782        | 482           | 300           | 741                      |                      | 410        | 1880       | 281        |
| 1990                                                                            | 595 000              | 1 333 000 | 44.6           | 847        | 419           | 428           | 702                      | 5                    | 510        | 1660       | 292        |
| 1999                                                                            | 670 487              | 1 346 000 | 49.8           | 646        | 360           | 286           | 1037                     | 12                   | 448        | 1157       | 291        |
| 2000                                                                            | 673 217              | 1 346 000 | 50.0           | 668        | 384           | 284           | 1007                     | 12                   | 444        | 1148       | 291        |
| 2001                                                                            | 675 672              | 1 346 000 | 50.2           | 639        | 365           | 274           | 1057                     | 9                    | 478        | 1133       | 291        |
| 2002                                                                            | 675 644              | 1 346 000 | 50.2           | 623        | 366           | 257           | 1084                     | 13                   | 458        | 1114       | 289        |
| 2003                                                                            | 677 696              | 1 346 000 | 50.3           | 628        | 362           | 266           | 1079                     | 15                   | 463        | 1079       | 287        |
| 2004                                                                            | 681 126              | 1 346 000 | 50.6           | 630        | 364           | 266           | 1081                     | 17                   | 410        | 907        | 264        |
| 2013                                                                            | 711 000              | 1 609 440 | 44.2           | 513        | 270           | 243           | 1385                     | 24                   | 433        | 755        | 248        |
| 2016                                                                            | 624 921              | 1 720 000 | 36.3           | 436        | 264           | 172           | 1433                     | 25                   | 280        | 529        | 244        |
| 2019                                                                            | 711 500              | 1 756 320 | 40.5           | 429        | 251           | 178           | 1658                     | 31                   | 260        | 428        | 231        |
| Fuente: Catholic-Hierarchy, que a su vez toma los datos del Anuario Pontificio. |                      |           |                |            |               |               |                          |                      |            |            |            |

### Vida consagrada
En el territorio de la diócesis desempeñan su labor carismática 280 religiosos (de los cuales 179 son sacerdotes) y 529 religiosas.
Entre los institutos de vida consagrada presentes en esta jurisdicción eclesiástica suiza se encuentran: la Congregación del Espíritu Santo (espiritanos), la Orden de los Predicadores (dominicos), la Sociedad de los Misioneros de África (padres blancos), la Orden de los Carmelitas Descalzos, las Monjas de la Orden de los Predicadores (dominicas), las Hermanas de la Caridad de la Santa Cruz (hermanas de Ingenbohl), las Hijas de la Caridad Canosiana, las Hijas de la Caridad de San Vicente de Paúl (vicentinas), la Orden de Clarisas Capuchinas (monjas capuchinas), la Orden de Monjas de Nuestra Señora del Monte Carmelo (monjas carmelitas), la Congregación de la Cruz (Hermanas de la Cruz de Menzingen), las Hermanas de la Providencia de Langrez, las Hermanas de San Canisio, las Hermanas de San José de Cluny (josefinas de Cluny), las Hermanas de San José de Lyon (josefinas de Lyon), la Obra de San Pablo (Hermanas de San Pablo de Friburgo), la Compañía de Santa Úrsula de Anne de Xainctonge (ursulinas de Dole), las Hermanas Dominicas de la Anunciata, la Orden de la Visitación (visitandinas), la Orden de Monjas del Císter (monjas cistercienses), las Hermanas de la Cruz de Chavanod, las Religiosas de la Santísima Trinidad (trinitarias de Valence), las Hermanas de Santa Marcelina (marcelinas).
Entre estos institutos está la Compañía de Santa Úrsula, fundada por la religiosa francesa Anne de Xainctonge, en 1585, en Dole, cuando esta localidad estaba bajo la jurisdicción de la diócesis de Lausana. Fue el obispo Jean Doroz, quien aprobó el instituto el 24 de enero de 1606. También la Obra de San Pablo tiene su origen en esta diócesis, fue fundada en Friburgo, por Joseph Schorderet, el 8 de diciembre de 1873.